# Nordisk Familjebåt
Nordisk Familjebåt är en snabbseglande segelbåt. Den är en entypsbåt, som har klassregler som beskriver båten när den används för tävlingssegling. Nordisk Familjebåt konstruerades av Elvstrøm & Kjærulf Yacht Design 1974. Båten är gjord för både tävling och familjesegling och anses snabb för sin storlek. Den var före sin tid, med bland annat partialrigg och självslående fock, något som blev vanlig på segelbåtar först flera år efter det att den introducerats.
Tillverkningen började i Sverige hos Kuling Marin. Den har även tillverkats av Birka Marin på Åland och Botnia Marin i Malax i Finland. I Danmark har Elvström och CC Marine tillverkat. Båten fanns att köpa som halvfabrikat eller som varvsbyggd, det vill säga allting färdigbyggt från ett varv. De flesta båtar som tillverkades i Sverige är halvfabrikat. Båtar från Danmark och Finland är oftast varvsbyggda exemplar.
Den första båten sjösattes 1975 och det sista exemplaret tillverkades 1992 hos CC Marine i Danmark. År 1985 kom en varianten Nya NF som dock bara tillverkades i drygt 30 exemplar och enbart i Sverige. Denna hade en något annorlunda inredning. Totalt har NF tillverkats i cirka 350 exemplar.
Nordisk Familjebåt är en eftertraktad segelbåt, då den kan användas för såväl kappsegling som familjesegling. Den är lättseglad och kan hanteras av en person.